# Terror neged terror
Terror neged terror (hebrejsky Teror proti teroru, zkratka TNT) byla militantní židovská organizace zodpovědná za několik útoků na palestinské cíle. Skupina byla založena politickou stranou Kach a odvozovala své jméno od Kahanovy teorie, že by na terorismus Arabů měli Židé také odpovídat terorismem.
Skupina začala útočit na Araby roku 1975.
Útok na autobus s arabskými dělníky 3. března 1984 po sobě zanechal šest raněných; zodpovědnost za útok přijala TNT brigáda Šloma ben Josefa. O tři dny později policie zatkla v souvislosti s tímto útokem a s nedávnými požáry a kladením bomb zaměřených proti místním křesťanům a muslimům sedm podezřelých. Obviněni byli nakonec čtyři: Meir Leibowitz, Chazan Levy, Jehuda Richter a Mike Guzovsky, všichni členové strany Kach.
27. března 1984 zatkla izraelská policie čtyři mladíky ze čtvrti Ejn Kerem v Jeruzalémě za 14 granátových útoků proti křesťanským a muslimským svatým místům. Útoky trvaly v rozmezí několika měsíců a Terror neged terror se k nim hlásila. Tři podezřelí Uri ben Ajun, David Deri a jeho bratranec Amram Deri byli odsouzeni na šest let s tříletým odkladem.